# Wojnica (obwód rówieński)
Wojnica (ukr. Війниця) – wieś na Ukrainie, w obwodzie rówieńskim, w rejonie dubieńskim, w hromadzie Bokujma. W 2001 liczyła 624 mieszkańców, spośród których 620 wskazało jako ojczysty język ukraiński, 3 rosyjski, a 1 białoruski.
W okresie międzywojennym wieś znajdowała się w granicach II RP, wchodząc w skład gminy Kniahinin w powiecie dubieńskim, w województwie wołyńskim.